# Zaprionus davidi
Zaprionus davidi är en tvåvingeart som beskrevs av Chassagnard och Tsacas 1993. Zaprionus davidi ingår i släktet Zaprionus och familjen daggflugor.
Artens utbredningsområde är Kongo. Inga underarter finns listade i Catalogue of Life.